# 1581

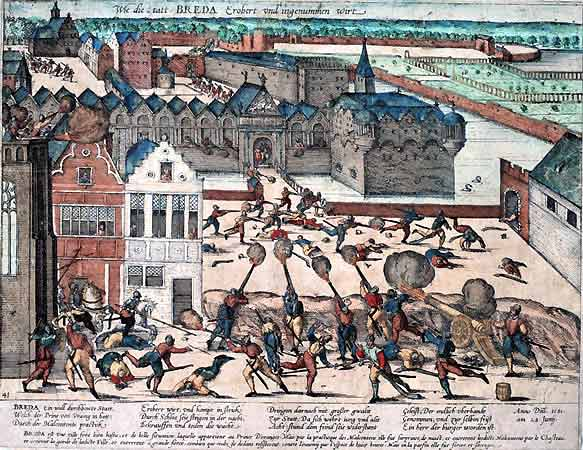
26-27 luglio: Assedio di Breda

Il 1581 (MDLXXXI in numeri romani) è un anno  del XVI secolo.

## Eventi
- Le Provincie Unite indicono l'indipendenza dalla Spagna.
- 26-27 luglio – Presa di Breda: Gli spagnoli assediano e conquistano Breda, strappandola all'esercito dell'Unione di Utrecht.
- Viene pubblicato a Firenze il primo dizionario italiano.
- Inizio della predicazione dei gesuiti in Cina.

## Nati

### Gennaio
- 4 gennaio - James Ussher, arcivescovo anglicano irlandese († 1656)
- 6 gennaio - Dorotea del Palatinato-Simmern, nobildonna e principessa tedesca († 1631)
- 30 gennaio - Cristiano di Brandeburgo-Bayreuth, nobile tedesco († 1655)

### Febbraio
- 3 febbraio - Gil Carrillo de Albornoz, cardinale spagnolo († 1649)
- 6 febbraio - Clément Metézeau, ingegnere e architetto francese († 1652)
- 17 febbraio - Fausto Poli, cardinale e arcivescovo cattolico italiano († 1653)

### Marzo
- 11 marzo - Charles Alexandre de Croÿ, militare belga († 1624)
- 16 marzo - Pieter Corneliszoon Hooft, storico, poeta e drammaturgo olandese († 1647)
- 22 marzo - Gregoria Massimiliana d'Asburgo, nobile austriaca († 1597)

### Aprile
- 3 aprile - Johannes Rudbeckius, vescovo luterano svedese († 1646)
- 24 aprile - Vincenzo de' Paoli, presbitero francese († 1660)

### Maggio
- 6 maggio - Frans Francken II, pittore e disegnatore fiammingo († 1642)
- 20 maggio - Federico I Gonzaga di Luzzara, nobile e militare italiano († 1630)
- 25 maggio - Camillo II Gonzaga, nobile italiano († 1650)

### Giugno
- 5 giugno - Roberto Ubaldini, cardinale e vescovo cattolico italiano († 1635)
- 25 giugno - Pietro Claver, gesuita, missionario e santo spagnolo († 1654)
- 27 giugno - Luigi Günther di Schwarzburg-Rudolstadt, nobile tedesco († 1646)

### Luglio
- 18 luglio - Pier Luigi Carafa, cardinale e vescovo cattolico italiano († 1655)
- 20 luglio - Isidoro Bianchi, pittore e ingegnere italiano († 1662)
- 26 luglio - Tiberio Cenci, cardinale e vescovo cattolico italiano († 1653)

### Agosto
- 5 agosto - Edvige di Danimarca, principessa danese († 1641)
- 15 agosto - Geremia Dressellio, gesuita, predicatore e scrittore tedesco († 1638)
- 18 agosto - Jean des Porcelets de Maillane, vescovo cattolico francese († 1624)
- 30 agosto - Tobias Adami, filosofo tedesco († 1643)

### Settembre
- 3 settembre - Luis Quiñones de Benavente, poeta, drammaturgo e presbitero spagnolo († 1651)

### Ottobre
- 9 ottobre - Claude-Gaspard Bachet de Méziriac, matematico francese († 1638)
- 21 ottobre - Domenichino, pittore italiano († 1641)
- 24 ottobre - Gregorio Naro, cardinale e vescovo cattolico italiano († 1634)

### Novembre
- 15 novembre - Giovanna di Cambry, religiosa francese († 1639)
- 16 novembre - Innocenzo Massimo, vescovo cattolico e diplomatico italiano († 1633)
- 18 novembre - Carlo I Cybo-Malaspina, sovrano italiano († 1662)
- 26 novembre - Federico di Schleswig-Holstein-Sonderburg-Norburg, nobile danese († 1658)

### Dicembre
- 2 dicembre - Bernardino Radi, architetto, scultore e incisore italiano († 1643)
- 9 dicembre - Emilia Anversiana di Nassau, nobile († 1657)
- 11 dicembre - Pietro IV Celestri, nobile italiano († 1616)
- 26 dicembre - Filippo III d'Assia-Butzbach, nobile tedesco († 1643)

### Senza giorno specificato
- Robert Angot, poeta e scrittore francese († 1646)
- Jacopo VII Appiano, nobile italiano († 1603)
- Gaspare Aselli, medico, chirurgo e anatomista italiano († 1625)
- Francisco de Borja y Aragón, scrittore spagnolo († 1658)
- Hendrik Brouwer, esploratore e ammiraglio olandese († 1643)
- Benedetto Buommattei, presbitero e grammatico italiano († 1647)
- Felice Casati, monaco cristiano italiano († 1656)
- Antoine Coiffier de Ruzé, militare francese († 1632)
- Jean Duvergier de Hauranne, teologo francese († 1643)
- Melchior Fischer, scultore e architetto svizzero († 1611)
- Hans Francken, pittore fiammingo († 1624)
- Ambrosius Francken II, pittore fiammingo († 1632)
- Hessel Gerritsz, cartografo, editore e incisore olandese († 1632)
- Philippe Emmanuel de Gondi, militare francese († 1662)
- Simon Guillain, scultore francese († 1658)
- Edmund Gunter, matematico e astronomo inglese († 1626)
- Charles Malapert, astronomo, scrittore e gesuita belga († 1630)
- Abraham Matthijs, pittore fiammingo († 1649)
- Fillide Melandroni, modella italiana († 1618)
- Miyabe Nagafusa, militare giapponese († 1635)
- Panfilo Nuvolone, pittore italiano († 1651)
- Giovanni Battista d'Ornano, generale francese († 1626)
- Thomas Overbury, poeta e saggista inglese († 1613)
- Francesco Paolucci, cardinale italiano († 1661)
- Bernardino Piccoli, arcivescovo cattolico italiano († 1636)
- Juan Ruiz de Alarcón, drammaturgo e scrittore messicano († 1639)
- Carlo Sellitto, pittore italiano († 1614)
- Robert Shirley, nobile, avventuriero e diplomatico inglese († 1628)
- Giovanni Battista Soria, architetto italiano († 1651)
- Johann Staden, organista e compositore tedesco († 1634)
- Bernardo Strozzi, pittore e religioso italiano († 1644)
- Choghtu Khong Tayiji, condottiero mongolo († 1637)
- Girolamo Vidoni, cardinale italiano († 1632)
- Johann Angelius von Werdenhagen, giurista e filosofo tedesco († 1652)
- Artus Wolffort, pittore fiammingo († 1641)
- Abraham Śladkowski, vescovo cattolico polacco († 1643)

## Morti

### Gennaio
- 1º gennaio - Tobia Pallavicino, mercante italiano (n. 1520)
- 11 gennaio - Bartolomeo Vallante, brigante italiano
- 22 gennaio - Joos de Damhouder, giurista belga (n. 1507)

### Febbraio
- 3 febbraio - Mahidevran,  ottomana (n. 1500)
- 15 febbraio - Francisco Foreiro, religioso, teologo e orientalista portoghese (n. 1523)
- 19 febbraio - Eleonora d'Este, nobile (n. 1537)
- 24 febbraio - Fabrizio Dentice, compositore, liutista e gambista italiano (n. 1539)
- 28 febbraio - Kyōgoku Takayoshi, militare giapponese (n. 1508)

### Marzo
- 19 marzo - Francesco I di Sassonia-Lauenburg, duca (n. 1510)
- 20 marzo - Salvatore Pacini, vescovo cattolico italiano (n. 1506)
- 25 marzo - Giovanni Battista Camozzi, letterato e filologo italiano (n. 1515)

### Aprile
- 5 aprile - Jakub Uchański, arcivescovo cattolico polacco (n. 1502)

### Maggio
- 16 maggio - Flavio Orsini, cardinale e vescovo cattolico italiano (n. 1532)
- 16 maggio - Alessandro Sforza di Santa Fiora, cardinale italiano (n. 1534)
- 27 maggio - Kristóf Báthory, nobile rumeno (n. 1530)

### Giugno
- 2 giugno - James Douglas, IV conte di Morton, conte
- 5 giugno - Francesco Porto, umanista greco (n. 1511)
- 9 giugno - Jean de Croÿ, politico, militare e nobile belga

### Luglio
- 11 luglio - Peder Skram, ammiraglio danese (n. 1503)
- 23 luglio - George van Lalaing, nobile olandese (n. 1536)
- 25 luglio - Luigi Pico della Mirandola, nobile italiano (n. 1526)

### Agosto
- 17 agosto - Sabina di Württemberg, nobile (n. 1549)

### Settembre
- 1º settembre - Guru Ram Das (n. 1534)
- 3 settembre - Ottavio Santacroce, vescovo cattolico e diplomatico italiano (n. 1542)
- 5 settembre - Oberto Foglietta, storico italiano (n. 1518)
- 6 settembre - Guillaume Postel, linguista, astronomo e orientalista francese (n. 1510)
- 17 settembre - Achille Stazio, umanista e scrittore portoghese (n. 1524)
- 18 settembre - Peter Nirsch, serial killer tedesco
- 21 settembre - Mikhail Rizzi, patriarca cattolico libanese
- 29 settembre - Andreas Musculus, teologo tedesco (n. 1514)

### Ottobre
- 7 ottobre - Onorato I di Monaco (n. 1522)
- 9 ottobre - Luigi Bertrando, religioso e missionario spagnolo (n. 1526)

### Novembre
- 4 novembre - Mathurin Romegas, militare francese
- 10 novembre - Bayinnaung, sovrano, generale e condottiero birmano (n. 1516)
- 19 novembre - Ivan Ivanovič di Russia,  russo (n. 1554)
- 21 novembre - Kikkawa Tsuneie, militare giapponese (n. 1547)
- 30 novembre - Pietro Foscari, politico italiano (n. 1517)

### Dicembre
- 1º dicembre - Alexander Briant, presbitero e gesuita inglese (n. 1556)
- 1º dicembre - Edmund Campion, presbitero e gesuita inglese (n. 1540)
- 1º dicembre - Ralph Sherwin, presbitero inglese
- 1º dicembre - Agostino de Vivo, presbitero, teologo e filosofo italiano
- 11 dicembre - Maria d'Austria, duchessa (n. 1531)
- 21 dicembre - Jean de la Cassiere, militare francese (n. 1502)
- 25 dicembre - Jacques de Billy, monaco cristiano, teologo e grecista francese (n. 1535)

### Senza giorno specificato
- Mayadunne di Sitawaka, sovrano singalese
- Francisco de Aguirre, militare spagnolo
- Richard Bristow, teologo britannico (n. 1538)
- Alfonso Carafa, nobile italiano
- Hellier de Carteret, nobile britannico (n. 1532)
- Prospero Centurione Fattinanti, doge
- Pedro Chacón, matematico e teologo spagnolo (n. 1526)
- Pieter Huys, pittore fiammingo (n. 1519)
- Hubert Languet, politico francese (n. 1518)
- Georgette de Montenay, scrittrice francese (n. 1540)
- Ippolita Paleotti, nobildonna e poetessa italiana
- Willem de Pannemaker, artista fiammingo (n. 1512)
- Gerolamo Porporato, giurista e politico italiano (n. 1517)
- Frans Pourbus il Vecchio, pittore fiammingo (n. 1545)
- Pietro Raxis il vecchio, pittore e scultore italiano (n. 1506)
- Nicholas Sanders, religioso e teologo britannico (n. 1530)
- Filippo di Savoia-Racconigi, nobile
- Venetiano Sergenti, pittore e scultore italiano
- Antonio Terminio, poeta e storico italiano (n. 1529)
- Justus Velsius, fisico e matematico olandese (n. 1510)
- Thomas Wilson, letterato britannico (n. 1523)
- Giulio della Rovere, religioso italiano (n. 1504)

## Calendario
| Calendario 1581 | Calendario 1581 | Calendario 1581 | Calendario 1581 | Calendario 1581 | Calendario 1581 | Calendario 1581 | Calendario 1581 | Calendario 1581 | Calendario 1581 | Calendario 1581 | Calendario 1581 | Calendario 1581 | Calendario 1581 | Calendario 1581 | Calendario 1581 | Calendario 1581 | Calendario 1581 | Calendario 1581 | Calendario 1581 | Calendario 1581 | Calendario 1581 | Calendario 1581 | Calendario 1581 | Calendario 1581 | Calendario 1581 | Calendario 1581 | Calendario 1581 | Calendario 1581 | Calendario 1581 | Calendario 1581 | Calendario 1581 | Calendario 1581 |
| --------------- | --------------- | --------------- | --------------- | --------------- | --------------- | --------------- | --------------- | --------------- | --------------- | --------------- | --------------- | --------------- | --------------- | --------------- | --------------- | --------------- | --------------- | --------------- | --------------- | --------------- | --------------- | --------------- | --------------- | --------------- | --------------- | --------------- | --------------- | --------------- | --------------- | --------------- | --------------- | --------------- |
|                 | 1               | 2               | 3               | 4               | 5               | 6               | 7               | 8               | 9               | 10              | 11              | 12              | 13              | 14              | 15              | 16              | 17              | 18              | 19              | 20              | 21              | 22              | 23              | 24              | 25              | 26              | 27              | 28              | 29              | 30              | 31              |                 |
| Gennaio         | Do              | Lu              | Ma              | Me              | Gi              | Ve              | Sa              | Do              | Lu              | Ma              | Me              | Gi              | Ve              | Sa              | Do              | Lu              | Ma              | Me              | Gi              | Ve              | Sa              | Do              | Lu              | Ma              | Me              | Gi              | Ve              | Sa              | Do              | Lu              | Ma              |                 |
| Febbraio        | Me              | Gi              | Ve              | Sa              | Do              | Lu              | Ma              | Me              | Gi              | Ve              | Sa              | Do              | Lu              | Ma              | Me              | Gi              | Ve              | Sa              | Do              | Lu              | Ma              | Me              | Gi              | Ve              | Sa              | Do              | Lu              | Ma              |                 |                 |                 |                 |
| Marzo           | Me              | Gi              | Ve              | Sa              | Do              | Lu              | Ma              | Me              | Gi              | Ve              | Sa              | Do              | Lu              | Ma              | Me              | Gi              | Ve              | Sa              | Do              | Lu              | Ma              | Me              | Gi              | Ve              | Sa              | Do              | Lu              | Ma              | Me              | Gi              | Ve              |                 |
| Aprile          | Sa              | Do              | Lu              | Ma              | Me              | Gi              | Ve              | Sa              | Do              | Lu              | Ma              | Me              | Gi              | Ve              | Sa              | Do              | Lu              | Ma              | Me              | Gi              | Ve              | Sa              | Do              | Lu              | Ma              | Me              | Gi              | Ve              | Sa              | Do              |                 |                 |
| Maggio          | Lu              | Ma              | Me              | Gi              | Ve              | Sa              | Do              | Lu              | Ma              | Me              | Gi              | Ve              | Sa              | Do              | Lu              | Ma              | Me              | Gi              | Ve              | Sa              | Do              | Lu              | Ma              | Me              | Gi              | Ve              | Sa              | Do              | Lu              | Ma              | Me              |                 |
| Giugno          | Gi              | Ve              | Sa              | Do              | Lu              | Ma              | Me              | Gi              | Ve              | Sa              | Do              | Lu              | Ma              | Me              | Gi              | Ve              | Sa              | Do              | Lu              | Ma              | Me              | Gi              | Ve              | Sa              | Do              | Lu              | Ma              | Me              | Gi              | Ve              |                 |                 |
| Luglio          | Sa              | Do              | Lu              | Ma              | Me              | Gi              | Ve              | Sa              | Do              | Lu              | Ma              | Me              | Gi              | Ve              | Sa              | Do              | Lu              | Ma              | Me              | Gi              | Ve              | Sa              | Do              | Lu              | Ma              | Me              | Gi              | Ve              | Sa              | Do              | Lu              |                 |
| Agosto          | Ma              | Me              | Gi              | Ve              | Sa              | Do              | Lu              | Ma              | Me              | Gi              | Ve              | Sa              | Do              | Lu              | Ma              | Me              | Gi              | Ve              | Sa              | Do              | Lu              | Ma              | Me              | Gi              | Ve              | Sa              | Do              | Lu              | Ma              | Me              | Gi              |                 |
| Settembre       | Ve              | Sa              | Do              | Lu              | Ma              | Me              | Gi              | Ve              | Sa              | Do              | Lu              | Ma              | Me              | Gi              | Ve              | Sa              | Do              | Lu              | Ma              | Me              | Gi              | Ve              | Sa              | Do              | Lu              | Ma              | Me              | Gi              | Ve              | Sa              |                 |                 |
| Ottobre         | Do              | Lu              | Ma              | Me              | Gi              | Ve              | Sa              | Do              | Lu              | Ma              | Me              | Gi              | Ve              | Sa              | Do              | Lu              | Ma              | Me              | Gi              | Ve              | Sa              | Do              | Lu              | Ma              | Me              | Gi              | Ve              | Sa              | Do              | Lu              | Ma              |                 |
| Novembre        | Me              | Gi              | Ve              | Sa              | Do              | Lu              | Ma              | Me              | Gi              | Ve              | Sa              | Do              | Lu              | Ma              | Me              | Gi              | Ve              | Sa              | Do              | Lu              | Ma              | Me              | Gi              | Ve              | Sa              | Do              | Lu              | Ma              | Me              | Gi              |                 |                 |
| Dicembre        | Ve              | Sa              | Do              | Lu              | Ma              | Me              | Gi              | Ve              | Sa              | Do              | Lu              | Ma              | Me              | Gi              | Ve              | Sa              | Do              | Lu              | Ma              | Me              | Gi              | Ve              | Sa              | Do              | Lu              | Ma              | Me              | Gi              | Ve              | Sa              | Do              |                 |